# Trenchtown
Trenchtown (auch Trench Town) ist ein Stadtteil von Kingston, Jamaika. Er wird überwiegend von Armen bewohnt und kann als Slumviertel bezeichnet werden.
Der Stadtteil mit dem Postcode „Kingston 12“ ist besonders bekannt für zahlreiche Reggae-Musiker, die dort aufwuchsen. Zu ihnen zählen Bob Marley, Peter Tosh und Bunny Wailer, die dort ihre ersten Songs schrieben und die Band The Wailing Wailers gründeten. Die Gruppe benannte die Lieder Trenchtown Rock (1973) und Trench Town (1983) nach diesem Stadtteil. Auch in dem Lied No Woman, No Cry (1974) besingt Marley rückblickend seine Zeit im „government yard in Trenchtown“, womit er vor allem seine Mutter anspricht, die unter den schweren Bedingungen des Viertels litt.

## Söhne und Töchter von Trenchtown
- Gladstone Anderson (1934–2015), Pianist, Studiomusiker und Bandleader
- Alton Ellis (1938–2008), Rocksteady- und Reggae-Sänger
- Owen Gray (1939–2025), Rhythm-&-Blues-, Ska und Reggae-Sänger
- Joe Higgs (1940–1999), Reggae-Sänger und -Musiker
- Stranger Cole, (* 1942), Ska- und Reggae-Sänger
- Peter Tosh, (1944–1987), Reggae-Sänger, -Gitarrist und -Komponist
- Bob Marley, (1945–1981), Reggae-Sänger, -Gitarrist und -Komponist
- Rita Marley, (* 1946), Reggae-Sängerin
- Lloyd Charmers (1946–2012), Reggae-Sänger, Keyboarder, Komponist und Musikproduzent
- Bunny Wailer (1947–2021), Reggae-Musiker und Mitglied der Band The Wailers
- Hopeton Lewis (1947–2014), Rocksteady- und Reggae-Sänger und -Komponist
- Delroy Wilson (1948–1995), Ska-, Rocksteady- und Reggae-Sänger